# 장세동 (가수)
장세동(1983년 ~ )은 대한민국의 가수다. 2013년 싱글 《장세동 1집》으로 데뷔했다.

## 방송
- 히든싱어 3 (2014) - 박현빈 편 3위

## 음반
- 장세동 1집 (2013)